# Isole sub-antartiche della Nuova Zelanda
I cinque arcipelaghi più meridionali che fanno parte delle Isole esterne della Nuova Zelanda formano il gruppo che viene chiamato Isole sub-antartiche della Nuova Zelanda. Tutte queste isole sono inserite nell'elenco dei Patrimoni dell'umanità dell'UNESCO.
Fino al 1995 un gruppo di ricercatori stazionava permanentemente in una stazione meteorologica che si trovava nelle Isole Campbell. Da allora le isole sono rimaste tutte disabitate.

## Descrizione
Le isole sub-antartiche neozelandesi sono:
- isole degli Antipodi: l'isola principale, l'isola Bollons, le isole Windward, l'isola Orde Lees, l'isola Leeward, l'isola Archway e alcuni piccoli scogli;
- isole Auckland: l'isola principale, l'isola Adams, l'isola Enderby, l'isola Disappointment, l'isola Rose e alcuni piccoli scogli;
- isole Bounty: due piccoli gruppi di isolette (il gruppo Orientale e il gruppo Occidentale) e alcuni piccoli scogli;
- isole Campbell: l'isola principale, alcune piccole isolette che la circondano e alcuni scogli minori, tra i quali si trova l'isola Jacquemart, il punto più meridionale della Nuova Zelanda;
- isole Snares: Northeast Island, Broughton Island, Alert Stack, Tahi, Rua, Toru, Wha e Rima, oltre ad alcuni piccoli scogli.

Ad ovest di queste isole si trova l'isola Macquarie, appartenente all'Australia ma che ha molto in comune con le isole sub-antartiche neozelandesi.
La Nuova Zelanda, in base al trattato antartico, ha rivendicazioni territoriali su alcune isole vicine al continente antartico, e precisamente su:
- isola di Ross
- isole Balleny
- isola Roosevelt
- isola Scott

Di queste, l'isola di Ross è abitata da svariati team di ricercatori scientifici in diverse stazioni di ricerca.